# Bay View (Ohio)
Bay View és una població dels Estats Units a l'estat d'Ohio. Segons el cens del 2000 tenia 692 habitants.

## Demografia
Segons el cens del 2000, Bay View tenia 692 habitants, 292 habitatges, i 195 famílies. La densitat de població era de 921,3 habitants/km².
Dels 292 habitatges en un 25,3% hi vivien nens de menys de 18 anys, en un 56,5% hi vivien parelles casades, en un 7,9% dones solteres, i en un 32,9% no eren unitats familiars. En el 27,7% dels habitatges hi vivien persones soles el 9,2% de les quals corresponia a persones de 65 anys o més que vivien soles. El nombre mitjà de persones vivint en cada habitatge era de 2,37 i el nombre mitjà de persones que vivien en cada família era de 2,87.
Per edats la població es repartia de la següent manera: un 23,4% tenia menys de 18 anys, un 4,9% entre 18 i 24, un 28,8% entre 25 i 44, un 29,3% de 45 a 60 i un 13,6% 65 anys o més.
L'edat mediana era de 42 anys. Per cada 100 dones de 18 o més anys hi havia 101,5 homes.
La renda mediana per habitatge era de 41.167 $ i la renda mediana per família de 48.977 $. Els homes tenien una renda mediana de 39.722 $ mentre que les dones 22.721 $. La renda per capita de la població era de 19.596 $. Aproximadament el 3,6% de les famílies i el 4% de la població estaven per davall del llindar de pobresa.

## Poblacions més properes
El següent diagrama mostra les poblacions més properes.